# Aureliano (moneda)
El aureliano (latín: aurelianus; plural: aureliani), a veces llamado antoniniano reformado o neoantoniniano, es una moneda de plata y bronce introducida en el Imperio romano hacia 274, durante la reforma monetaria del emperador Aureliano.

## Nombre
El aureliano debe su nombre al emperador Aureliano, y el término se recoge en la Historia Augusta en una carta del emperador Valeriano al prefecto del pretorio donde comenta el salario a Probo, que había ascendido al tribunado, que entre otras monedas, habla de argenteos Aurelianos mille ("mil monedas de plata aurelianas").

## Historia
Una vez recuperado el control total del Imperio, Aureliano se dispuso a reformar el sistema monetario romano, que había sido inundado con millones de antoninianos, devaluados denarios dobles que se habían convertido en una moneda de vellón con un contenido de plata inferior al 2,5%. Para frenar la continua depreciación de la moneda, hizo acuñar nuevas monedas en menor cantidad, de calidad superior y controlada.
Los aurelianos se acuñaron en ocho cecas: Lugdunum (Lyon), Roma, Ticinum (Pavía), que sustituyó a la ceca de Milán, Siscia, Serdica, Cícico, Antioquía y Trípoli en Siria. Según el historiador Zósimo, cuando se pusieron en circulación los aurelianos, los devaluados antoninianos fueron retirados y cambiados a una paridad desconocida.
Los aurelianos continuaron emitiéndose bajo los sucesores de Aureliano hasta la siguiente reforma monetaria, realizada por Diocleciano en 294.

## Descripción
La nueva moneda presenta el busto del emperador en el anverso. Era más grande y pesada que el antoniniano, con un diámetro de entre 21 y 23 milímetros y un peso aproximado de 3,9 gramos, es decir, 1/80 o 1/84 de libra romana. Se fabrica sobre cospeles de cobre perfectamente redondos, plateados antes del acuñado para obtener una ley de aproximadamente un 5% de plata. Estos cospeles ofrecían una buena superficie para el busto imperial y para la propaganda del Imperio. El reverso lleva la marca característica XXI o XX I en las emisiones de los talleres de la parte occidental del Imperio, y KA o K A en la parte oriental, marca que se lee 20 a 1 y corresponde a las proporciones respectivas y garantizadas de cobre y plata.
|                                            |
| Anv: Busto de Aureliano con corona radiada |

|                                |
| Rev: Marca de ceca y marca XXI |

|                    |
| Aureliano de Probo |